# Floyd Crosby
Floyd Crosby (Filadélfia, 12 de dezembro de 1899 — Ojai, 30 de setembro de 1985) é um diretor de fotografia estadunidense. Venceu o Oscar de melhor fotografia na edição de 1932 por Tabu.